# Bahnhofsvorstadt (Plauen)
Die Bahnhofsvorstadt ist ein Stadtteil von Plauen im Stadtgebiet Zentrum.

## Geographie

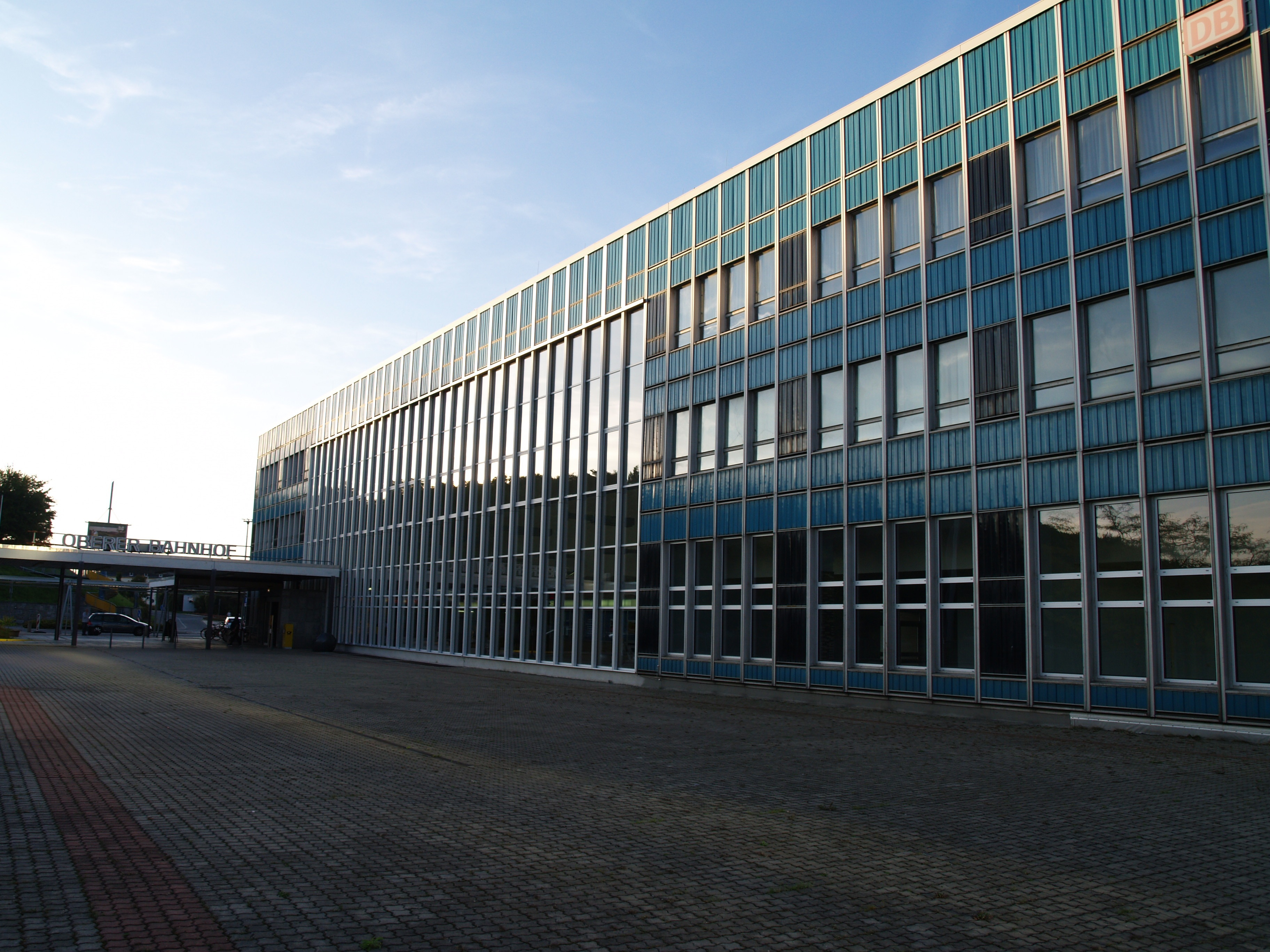
Das Empfangsgebäude des Oberen Bahnhofs

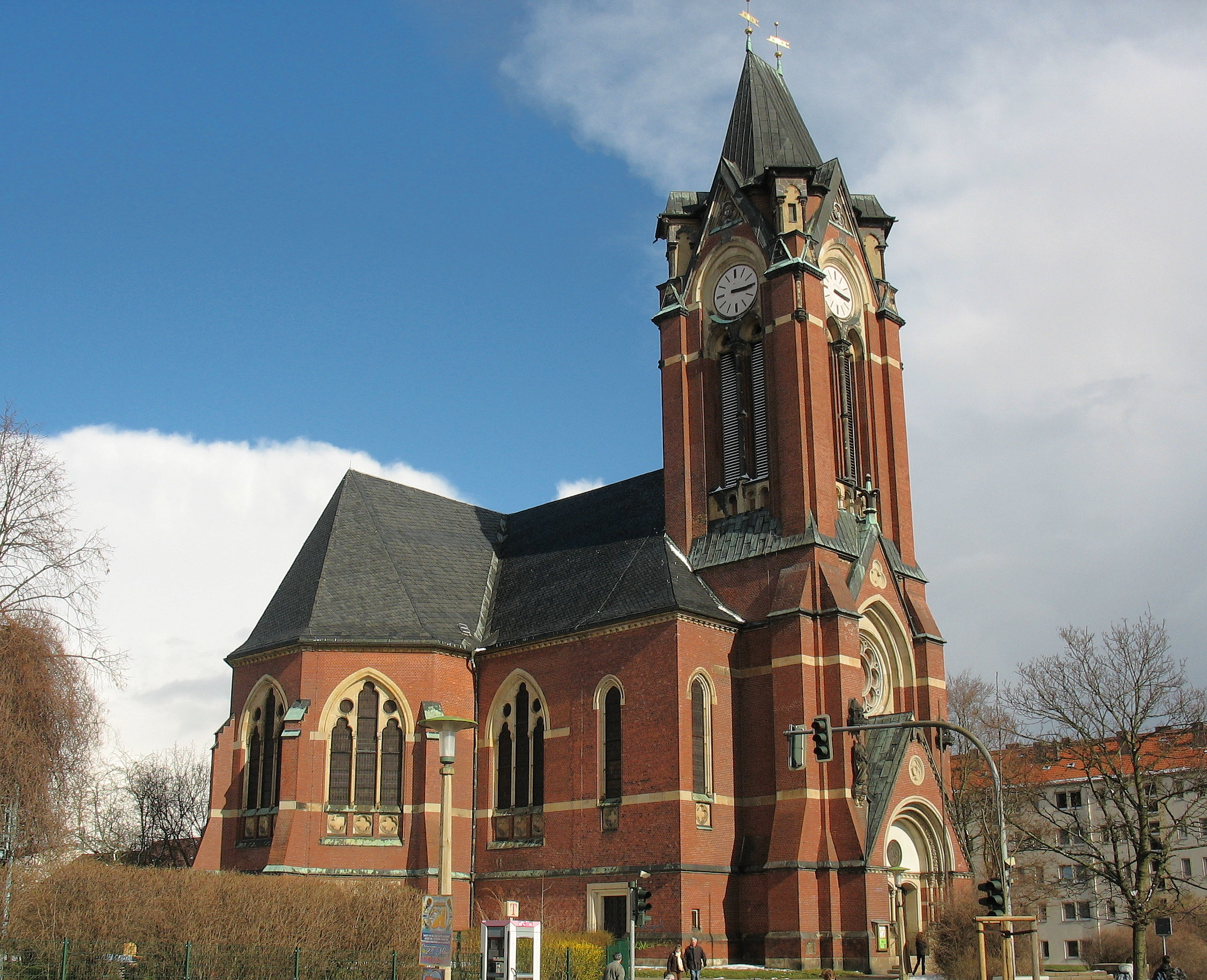
Die Pauluskirche

Die Bahnhofsvorstadt liegt im Zentrum Plauens und grenzt an sieben weitere Stadtteile.
| Syratal    | Haselbrunn                                  | Reißiger Vorstadt |
| Bärenstein | Kompassrose, die auf Nachbargemeinden zeigt | Hammertorvorstadt |
| Dobenau    |                                             | Schloßberg        |

Im nordwestlichen Zipfel des Stadtteils liegt der namensgebende Obere Bahnhof. Im südöstlichen Teil befindet sich ein Wohngebiet mit vielen denkmalgeschützten Häusern an dessen Rand die Pauluskirche steht. Etwa in der Mitte der Bahnhofsvorstadt befindet sich eine Plattenbausiedlung aus DDR-Zeiten, die beim Wiederaufbau entstand, weil die ursprüngliche Bebauung durch die Bombardierung der Stadt am Ende des Zweiten Weltkriegs nahezu vollständig zerstört wurde.

## Öffentlicher Nahverkehr
Am Oberen Bahnhof fahren derzeit Züge dreier Linien ab: Der RE 3 nach Dresden und Hof, die RB 2 nach Zwickau und Cheb sowie die RB 5 nach Mehltheuer, Falkenstein und Sokolov. Am Oberen Bahnhof befindet sich zudem der Busbahnhof, an dem Regionalbusse unter anderem nach Zeulenroda, Plohn, Auerbach, Klingenthal und Bad Elster abfahren.
Die Bahnhofvorstadt wird von fast allen Straßenbahnlinien in Plauen auf ihrem Weg zur Zentralhaltestelle „Tunnel“ durchfahren. Damit sind die meisten Stadtteile direkt erreichbar.